# Coulonges-Thouarsais
Coulonges-Thouarsais település Franciaországban, Deux-Sèvres megyében. Lakosainak száma 445 fő (2022. január 1.). Coulonges-Thouarsais Bressuire, Luché-Thouarsais, Argentonnay és Thouars községekkel határos.

## Népesség
A település népességének változása:
| Lakosok száma | 457  | 439  | 435  | 432  | 433  | 433  | 437  | 441  | 445  |
|               | 2013 | 2015 | 2016 | 2017 | 2018 | 2019 | 2020 | 2021 | 2022 |